# Florin Țurcanu (istoric)
Articolul se referă la istoricul și monograful român contemporan. Pentru alte persoane având același nume de familia, vedeți pagina Țurcanu,
Florin Țurcanu (n. 1967) este un istoric român contemporan, autorul volumului Mircea Eliade, Prizonierul Istoriei.

## Biografie
A fost student al Facultății de Istorie a Universității din București, și al École des hautes études en sciences sociales din Paris. În prezent este conferențiar dr. la Facultatea de Științe Politice a Universității din București și cercetător la Institutul de Studii Est-Europene din București.
Monografia sa despre Mircea Eliade a apărut înițial în Franța, la editura Editions La Decouverte din Paris, cu titlul Mircea Eliade. Le prisonnier de l'histoire și este de fapt o teză de doctorat, susținută la Universitatea din București.